# Nazareth Speedway

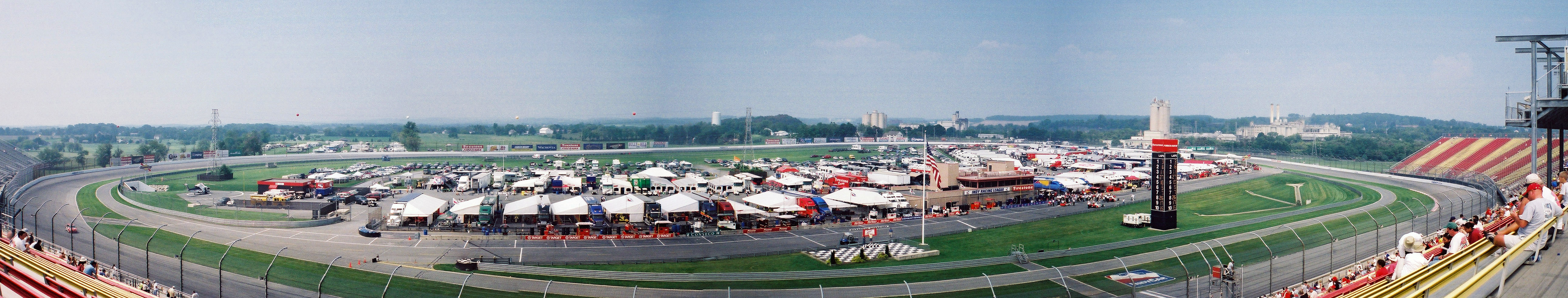
Nazareth Speedway 2004.

Nazareth Speedway var en ovalbana utanför Nazareth, Pennsylvania, USA. Den var 0,946 miles (1,52 km) lång innan den lades ned efter 2004 års säsong.

## Karaktär/Historia
Nazareth Speedway var från början en dirt track, där superstjärnan Mario Andretti lärde sig grunderna i att köra racerbil. Den var 0,955 mile (1,55 km) lång med låg banking, och tre kurvor, alla med olika form. Nazareth byggdes 1969 om till en asfaltsbana, vilket gjorde att den så småningom blev en ordinarie bana i CART, där även ett allstar-race kördes kring 1990. Nascar körde aldrig något Cuprace på banan, men den användes i bland annat International Race of Champions och till Nascar Busch Series.